# Wilson Parente
Wilson Parente da Rocha Martins, mais conhecido como Wilson Parente, (Bom Jesus, 23 de dezembro de 1923) é um comerciante e político brasileiro que foi deputado estadual pelo Piauí por seis mandatos.

## Dados biográficos
Filho de Raimundo José de Sousa Rocha e Maria Parente de Holanda Rocha. Comerciante, foi eleito deputado estadual pelo PSD em 1962. Com a vitória do Regime Militar de 1964 e posterior adoção do bipartidarismo por meio do Ato Institucional Número Dois, ingressou na ARENA e foi reeleito em 1966, 1970, 1974 e 1978. Restaurado o sistema pluripartidário por iniciativa do governo João Figueiredo migrou para o PDS e obteve seu sexto mandato consecutivo em 1982, sendo que por fidelidade ao então governador Hugo Napoleão ingressou no PFL e disputou sua última eleição em 1986, como candidato a primeiro suplente de senador na chapa de Ciro Nogueira.